# Rockey P. Earhart
Rockey Preston Earhart (* 23. Juni 1837 im Franklin County, Ohio; † 12. Mai 1892 in Portland, Oregon) war ein US-amerikanischer Geschäftsmann und Politiker (Republikanische Partei).

## Werdegang
Earharts Kindheit war von der Wirtschaftskrise von 1837 überschattet und die Folgejahre vom Mexikanisch-Amerikanischen Krieg. Er kam 1855 mit dem 4. Infanterieregiment der US-Army nach Oregon. Für mehrere Jahre diente er als Quartiermeister im Heeresministerium. Dann ging er Geschäften im Yamhill County und Polk County nach. Von 1861 bis 1868 war er als Indianeragent in Warm Springs im Jefferson County (Oregon) tätig. Diese Zeit war vom Bürgerkrieg überschattet. Danach ging er bis 1872 Geschäften in Salem (Oregon) nach. Während dieser Zeit wurde er 1870 in das Repräsentantenhaus von Oregon gewählt. Von 1872 bis 1874 arbeitete er in der Geschäftsstelle von Portland Bulletin und von 1874 bis 1878 als Chief Clerk im Büro des Surveyor Generals. Bei den Wahlen im Jahr 1878 wurde er zum Secretary of State von Oregon gewählt und 1882 wiedergewählt. Er bekleidete den Posten vom 2. September 1878 bis zum 10. Januar 1887. Daneben war er von 1885 bis 1887 als Adjutant General tätig. Bei den Wahlen im Jahr 1888 wurde er für das Multnomah County in das Repräsentantenhaus von Oregon gewählt. Später wurde er zum Collector of Customs für den Port of Portland ernannt.
Er war einer der prominentesten Freimaurer an der Pazifikküste.